# La Colombe (chanson)
Pour les articles homonymes, voir La Colombe.
Pistes de La Valse à mille temps
La Tendresse
La Colombe est une chanson écrite, composée et interprétée par Jacques Brel enregistrée en 1959. Elle est présente sur l'album La Valse à mille temps.

## La chanson
Avec la chanson La Colombe, oiseau symbole de paix (rendu célèbre, en 1949, par le dessin Colombe de la paix de Pablo Picasso), Jacques Brel interroge sur le pourquoi des guerres. Dans ses interviews, il a toujours affirmé que cette chanson était une réaction à la guerre d'Algérie.
Pour le refrain l'auteur-compositeur-interprète détourne quelques vers de la comptine populaire Nous n'irons plus au bois : 
« Nous n'irons plus au bois, les lauriers sont coupés, La belle que voilà, ira les ramasser »
qui deviennent :
"Nous n'irons plus au bois, la colombe est blessée.
Nous n'allons pas au bois, nous allons la tuer."

## Discographie
La Colombe est publiée en 1959 en disques sous différents formats :
45 tours promotionnel Philips B372 700F : La Colombe - Seul.
super 45 tours Philips 432.425BE : Les Flamandes - Seul - Isabelle - La Colombe.
33 tours 25cm Philips B76.483R La Valse à mille temps (disque parut sans titre à l'origine).

## Reprises et adaptations
En 1966, La Colombe est adaptée en anglais par Alasdair Clayre (en) et chantée par Judy Collins sur l'album
In My Life (en), puis par Joan Baez qui en 1967, la reprend sur l'album Joan. 